# La Esperanza, Silao de la Victoria
La Esperanza är en ort i Mexiko.   Den ligger i kommunen Silao de la Victoria och delstaten Guanajuato, i den centrala delen av landet, 290 km nordväst om huvudstaden Mexico City. La Esperanza ligger 1 821 meter över havet och antalet invånare är 161.
Terrängen runt La Esperanza är platt åt sydväst, men åt nordost är den kuperad. Runt La Esperanza är det ganska tätbefolkat, med 222 invånare per kvadratkilometer. Närmaste större samhälle är Guanajuato, 15,5 km öster om La Esperanza. Trakten runt La Esperanza består till största delen av jordbruksmark.